# Вобадон
Вобадо́н (фр. Vaubadon) — коммуна во Франции, находится в регионе Нижняя Нормандия. Департамент коммуны — Кальвадос. Входит в состав кантона Бальруа. Округ коммуны — Байё.
Код INSEE коммуны — 14727.

## Население
Население коммуны на 2010 год составляло 438 человек.
| 1962 | 1968 | 1975 | 1982 | 1990 | 1999 | 2010 |
| ---- | ---- | ---- | ---- | ---- | ---- | ---- |
| 388  | 390  | 373  | 350  | 337  | 379  | 438  |

## Экономика
В 2010 году среди 280 человек трудоспособного возраста (15—64 лет) 221 были экономически активными, 59 — неактивными (показатель активности — 78,9 %, в 1999 году было 72,1 %). Из 221 активных жителей работали 196 человек (102 мужчины и 94 женщины), безработных было 25 (11 мужчин и 14 женщин). Среди 59 неактивных 11 человек были учениками или студентами, 30 — пенсионерами, 18 были неактивными по другим причинам.